# Чагва
Чагва — река в России, протекает по Томской области. Устье реки находится в 388 км от устья реки Чижапка. Длина реки составляет 110 км.

## Притоки
- 26 км: Муборга
- ? км: Чебачья
- 44 км: Нюльга
- ? км: Медвежка
- 62 км: Грибковка
- 70 км: Сюнчик
- 94 км: без названия

## Данные водного реестра
По данным государственного водного реестра России относится к Верхнеобскому бассейновому округу, водохозяйственный участок реки — Васюган, речной подбассейн реки — Васюган. Речной бассейн реки — (Верхняя) Обь до впадения Иртыша.